# Literatura de Marruecos

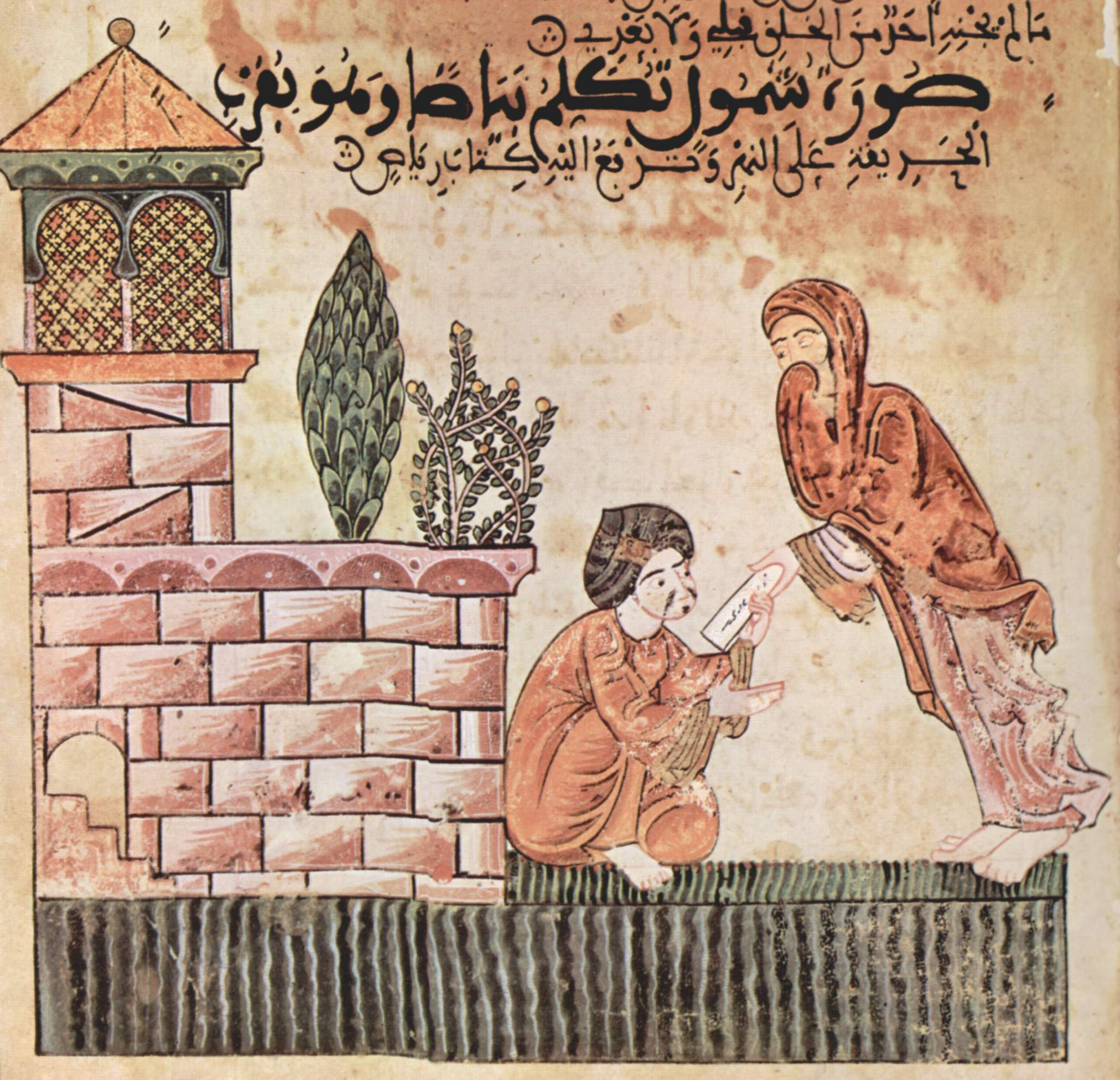
Ilustración del de la novela corta Hadîth Bayâd wa Riyâd ("La historia de Bayad y Riyad")

La literatura de Marruecos ha participado a través de distintas épocas y en diferentes lenguas. Las lenguas más importantes en las que se ha plasmado la literatura marroquí son el árabe estándar, el árabe marroquí, el español y el francés.

## Historia

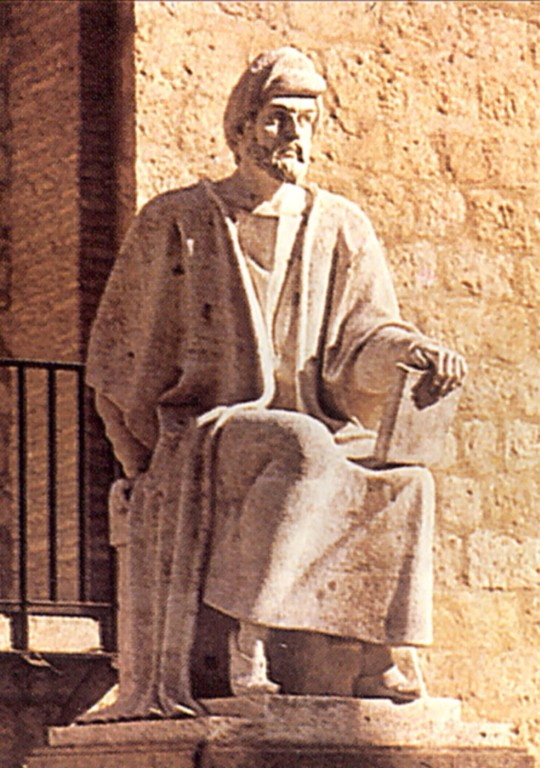
Estatua de Averroes en Córdoba.

La literatura escrita en árabe tiene sus primeras manifestaciones entre los siglos VIII y X y, si bien con los idrisíes (s. IX) se puede hablar ya de un movimiento literario, el auténtico desarrollo de la literatura árabe se sitúa en el periodo almorávide (XI-XII), cuando Al Ándalus y Marruecos formaron parte de un mismo y vasto imperio. Desde los almorávides, la literatura marroquí clásica se suele dividir de acuerdo con las dinastías que reinaron en el país: almohade (XII-XIII), meriní (XIV-XV), saadí (XVI-XVII) y alauí (del siglo XVII hasta finales del siglo XIX).

### Edad Media
La literatura marroquí tuvo su primera floración en la época de la dinastía almorávide (1040-1147). En este período dos escritores destacan: Ayyad ben Moussa y Avempace y, en al-Ándalus, Al-Tutili, Ibn Baqi, Ibn Khafaja e Ibn Sahl. Se ofrece un panorama de los grandes poetas de esta época en antologías y biografías como Kharidat al Sharton, Al Mutrib y Mujam as-Sifr. A partir de 1086 Marruecos y al-Ándalus, con su rica tradición Omeya, formaron un estado y los sultanes almorávides estimularon la cultura. Ibn Bassam dedicó su antología Dhakhira fî Mahasin ahl al-Gazira de Abu-Bakr Ibn-Umar y de Ibn Khaqan su Qala-id al-Iqyan a Yusuf ibn Tashfin. El movimiento almorávide temprano había sido influenciado además por los escritos de Abu Imran al-Fasi.
La dinastía almohade (1147-1269) supuso también un renacer de la literatura en Marruecos. El sultán almohade Abu Yaqub Yusuf era un gran bibliófilo y fundó una gran biblioteca privada que, trasladada finalmente a la kasbah de Marrakech, se convirtió en biblioteca pública; asimismo existía en esta ciudad un mercado público de libros. Se alentó la creación de escuelas y academias de todo tipo. En esta época son importantes autores Ibn Rushd, más conocido como Averroes, Ibn Tufail, Ibn Duhr, Ibn al-Abbar, Ibn Amira y muchos otros poetas, filósofos y estudiosos que encontraron refugio en Marruecos y fueron protegidos por sus gobernantes.
Durante la dinastía mariní o Benimerín (1215–1420), el sultán Abu Inan Faris estimuló la creación literaria construyendo una madraza y creando una biblioteca para la universidad de Fez. Invitado por él, el "Marco Polo árabe" Ibn Batuta volvió a establecerse en Fez y redactó su famosa Rihla (cuaderno de viaje) describiendo todos los países que había visitado. Abdelaziz al-Malzuzi y Malik ibn al-Murahhal son los dos grandes poetas de la época meriní. Cultivaron la historia, entre muchos otros, Ismail ibn al-Ahmar e Ibn Idhari. Hubo también una epopeya: Mal'abat Al Kafif ez-Zarhouni, compuesta en el siglo XIV. Muchos poetas de al-Ándalus, como Ibn Abbad al-Rundi y ben Salih al-Sharif Rundi, se establecieron en Marruecos, a menudo forzados por la situación política del reino nazarí. Tanto Ibn al-Jatib como Ibn Zamrak, visires y poetas cuyas composiciones se pueden leer en las paredes de la Alhambra, se refugiaron en Marruecos e influyeron poderosamente en su literatura.

### Edad Moderna
Ajmed Benel-Mohedi-el-Ghazal, que estuvo de embajador de Sidi Mohamad en Madrid en 1765, escribió una interesante relación de su viaje de Marruecos a España y, entre los escritores más destacados del siglo XVIII marroquí, cabe citar a Mohammed Awzal (1680–1758), al místico Mohammed ibn Zakri al-Fasi (1760–1837), a Mohammed al-Tawudi ibn Suda (1700–1795), al biógrafo Sulayman al-Hawwat (1747–1816) y al místico Abdallah ibn Azzuz (m. 1789). También cabe destacar al historiador Mohammed al-Ifrani (1670–1745) y las crónicas de Muhammad al-Qadiri (1712–1773). Es importante también el relato de la rihla de Ahmed ibn Nasir (1647–1717) y los tratados religiosos y cartas de Muhammad al-Arabi al-Darqawi (1760–1823).

### Edad Contemporánea
En el siglo XIX sobresalió Ahmad ibn Hamdun ibn al-Hajj (m. 1898).

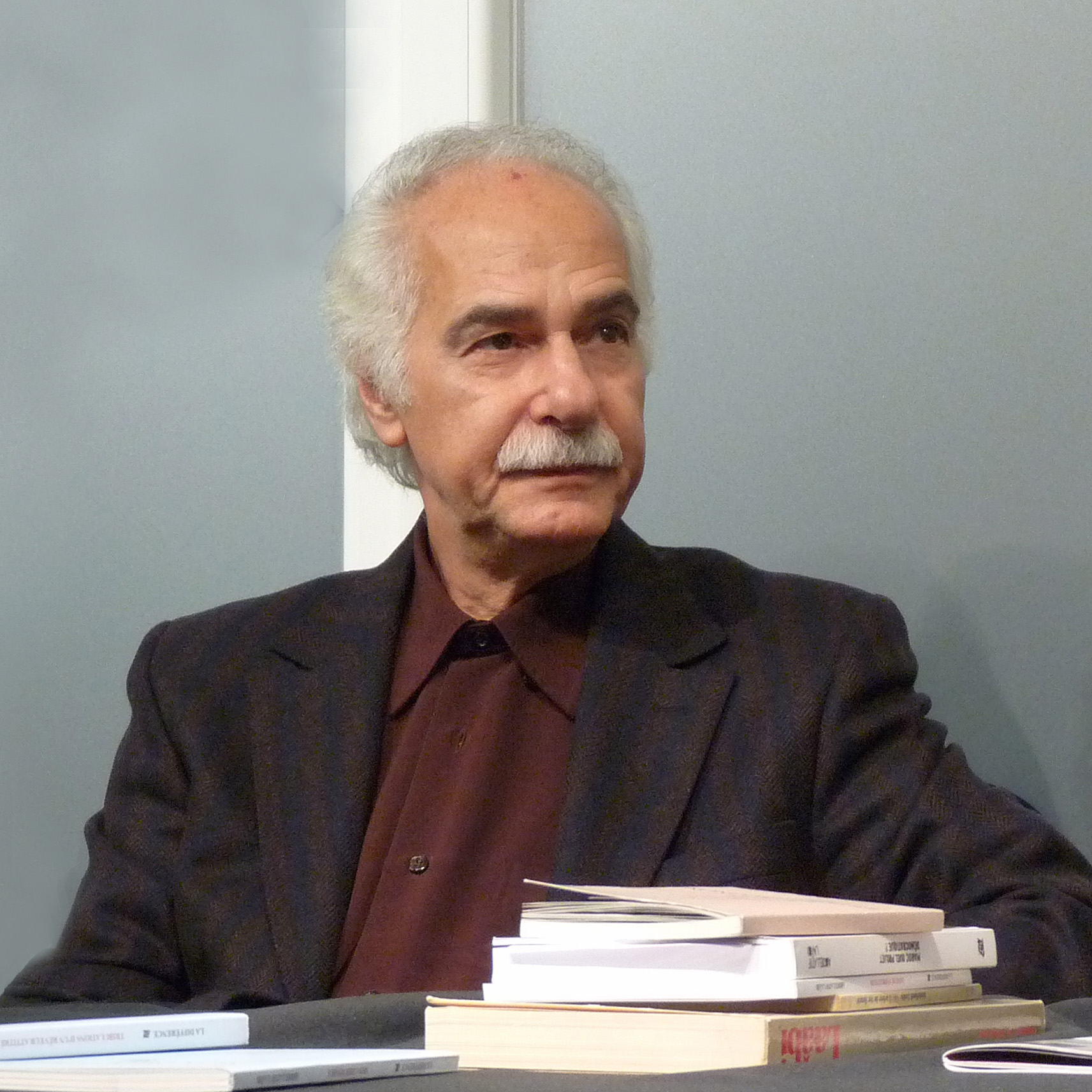
Abdellatif Laabi

Durante el siglo XX se sucedieron tres generaciones de escritores. La primera fue la generación que vivió y escribió durante el Protectorado marroquí. Su representante más importante es Mohammed Ben Brahim. La segunda jugó un papel importante en la transición a la independencia: Abdelkrim Ghallab, Allal al-Fassi y Mohammed al-Mokhtar Soussi. La tercera, más rupturista, convivió con los escritores extranjeros de la generación beat durante los años sesenta. Su fundaron algunas revistas independientes y no oficialistas, como Aqlm (1964-1982) y Souffles-Anfs (1966-1972). Por entonces florecieron Mohamed Choukri, Driss Chrabi, Mohamed Zafzaf y Driss El Khouri; se desarrolló notablemente el realismo social y el cuento. Su obra más representativa es El pan desnudo (1982), de Mohamed Choukri. Todos estos autores fueron un precedente importante para los poetas, dramaturgos y novelistas que vendrían después.
Por otra parte, es preciso mencionar también a autores más o menos implicados en estos grupos, como el novelista Mohammed Daoud (1901-1984), el ensayista Abdallah Guennoun (1908-1989), el novelista Ahmed Sefrioui (1915-2004), la escritora y política Malika al-Fassi (1919-2007) y el narrador Mohammed al-Habib al-Fourkani (1922-2008).

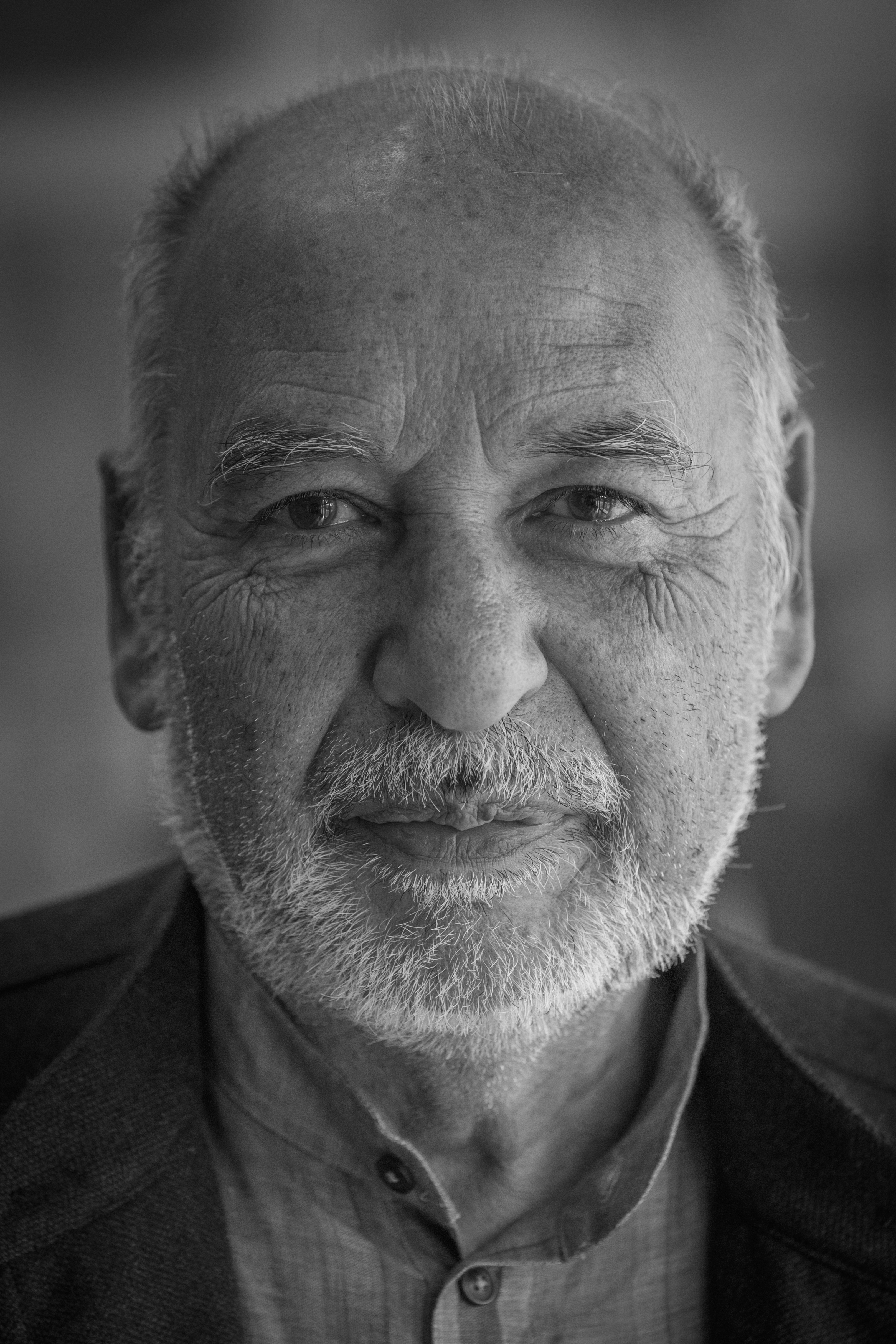
Tahar Ben Jelloun.

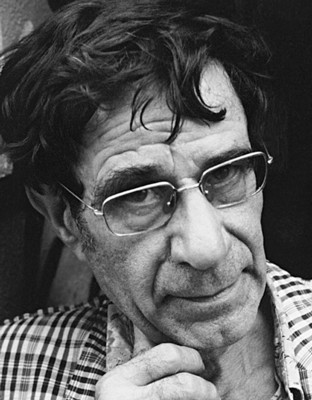
Driss Chraïbi.

En 1938 el polígrafo tangerino Abdallah Gennoun abordó por primera vez la  literatura árabe en Marruecos y la necesidad de constituir un canon literario en su ensayo El genio marroquí en la literatura árabe, señalando la existencia de una identidad común que aportaba novedades al acervo de la literatura clásica en esa lengua.
Entre otras características señalaba su distintiva herencia andalusí. La obra de Guennoun fue interpretada en círculos nacionalistas como una reacción patriótica contra el colonialismo y contribuyó decisivamente a establecer un primer canon de literatura nacional en Marruecos.
Pero el primer aldabonazo se había dado ya en 1929, cuando apareció una antología de poetas 
marroquíes, La literatura árabe en Marruecos, de Muammad ibn al-âAbbās al-Qabbŷ, unánimemente considerada hoy como una de las primeras contribuciones de la crítica literaria moderna. 
Las obras de Guennún y al-Qabbŷ supusieron una reivindicación en toda regla de la arabidad literaria de Marruecos; los intelectuales pidieron que se divulgara la antología por todo Marruecos y los franceses, ante ese entusiasmo nacionalista, se vieron obligados a prohibir su distribución y hasta su posesión. 
En la actualidad destacan escritores como Mohamed Choukri por la autenticidad con que fragua las vidas de sus personajes; Tahar Ben Jelloun por su juego con el lenguaje; Leila Abouzeid por su aguda mirada sobre las pequeñas hipocresías de la gente; Fatema Mernissi por su humor y Abdellatif Laabi, por su inteligencia.

## Literatura en árabe marroquí
El árabe marroquí es habitualmente usado en las obras teatrales y en la poesía. El escritor Youssouf Amine Elalamy es el autor de la primera obra narrativa en árabe marroquí: Tqarqib Ennab, publicada en 2005 por la editorial Khbar Bladna.

## Literatura en español
Existe una Asociación de Escritores Marroquíes en Lengua Española. La primera novela en español escrita por un marroquí y publicada en Marruecos es El caballo, de Mohamed Sibari, publicada en 1993 en Larache. Desde entonces Sibari publicaría numerosas novelas, cuentos y poemas, convirtiéndose en uno de los escritores marroquíes en español más prolíficos, junto con Mohamed Bouissef Rekab. Este último publicó su primera novela, El vidente, en 1994. Otras figuras destacadas en el género de la novela son Mohamed Akalay y Larbi El-Harti. En el género del cuento y el relato, uno de los escritores más destacados es Mohamed Lahchiri; también Ahmed Oubali, escritor de relatos de género negro. En poesía destacan Mohamed Mamún Taha, Abderrahmán El Fathi y Abdellatif Limami. 
Otros escritores importantes son Mulay Ahmed El Gamoun, Mohamed El Khoutabi, Sara Alaui, Fatima Zohra Koui, Abdeljalil Rusi El Hassani y Mohamed Chakor. Este último ha publicado numerosas antologías de escritores marroquíes en español.

## Literatura en francés
Entre los escritores marroquíes que eligen la lengua francesa como medio de expresión se encuentran Abdellatif Laabi, Abdelá Taia, Mohamed Choukri y Abdelouahid Bennani.